# Флаг Пучежского района
Флаг муниципального образования Пу́чежский муниципальный район Ивановской области Российской Федерации — опознавательно-правовой знак, служащий официальным символом муниципального образования.
Флаг утверждён 26 мая 2008 года и внесён в Государственный геральдический регистр Российской Федерации с присвоением регистрационного номера 4315.

## Описание
«Флаг представляет лазоревое (насыщенно-синее) прямоугольное полотнище с соотношением ширины к длине — 2:3, на котором в центре расположена старинная золотая ладья с пятью норманскими золотыми щитами, пятью золотыми вёслами и золотым вымпелом. На серебряном парусе лазоревый (синий, голубой) цветок льна с пятью лепестками и золотой сердцевиной. Из правого верхнего угла выходит серебряное опрокинутое, суженое, вогнутое, укороченное остриё, завершающееся в подножии щита серебряной звездой о восьми лучах».

## Символика
Флаг, разработанный на основе герба Пучежского муниципального района, языком символов и аллегорий отражает экономические и природно-географические особенности района.
Основной эмблемой флага является золотая ладья с серебряным парусом, символизирующая географическое расположение района на берегу Волги и отражающая исторически исконные занятия жителей региона — рыболовство, судоходство, бурлачество, извоз.
На серебряном парусе ладьи размещён синий цветок льна, символизирующий одно из основных, наиболее развитых направлений сельскохозяйственного производства Пучежского района — льноводство.
Выходящее из верхнего левого угла флага серебряное остриё, завершающееся серебряной восьмиконечной звездой, символизирует Пучеж-Катунскую астроблему. Астроблемой (в переводе с латинского — «звёздная рана, шрам») называют кратер, образовавшийся в результате падения гигантского метеорита. Пучеж-Катунский кратер проходит через весь район и на его внешнем валу находится город Пучеж с окрестностями.
Пучеж-Катунская астроблема знаменита тем, что является первой установленной и второй по величине астроблемой на территории России. Она была открыта в 1965 году учёным Л. В. Фирсовым.
Жёлтый цвет (золото) — символ величия, прочности, силы, великодушия.
Белый цвет (серебро) — символ чистоты, мудрости, благородства, мира.
Синий цвет — символ искренности, чести, добродетели.
Красный цвет — символ мужества, решимости, справедливой борьбы, храбрости.